# République socialiste soviétique de Pologne orientale
La république socialiste soviétique de Pologne orientale (en polonais Wschodniopolska Socjalistyczna Republika Radziecka, en russe Восточно-Польская Советская Социалистическая Республика), abrégée en RSS de Pologne orientale, et également connue sous le nom de république de Pologne orientale (Republika Wschodniej Polski ; Польская Восточная Республика), était une subdivision proposée dans le but d'établir une république constituante de l'Union soviétique, devant inclure les régions à majorité polonaise de l'URSS — c'est-à-dire la région de Vilnius (avec ou sans la ville de Vilnius) et la zone autour de la ville de Grodno, à partir de morceaux des territoires des RSS de Lituanie et de Biélorussie. L'idée a émergé au début des années 1990, lors de la dissolution de l'Union soviétique,,.

## Histoire

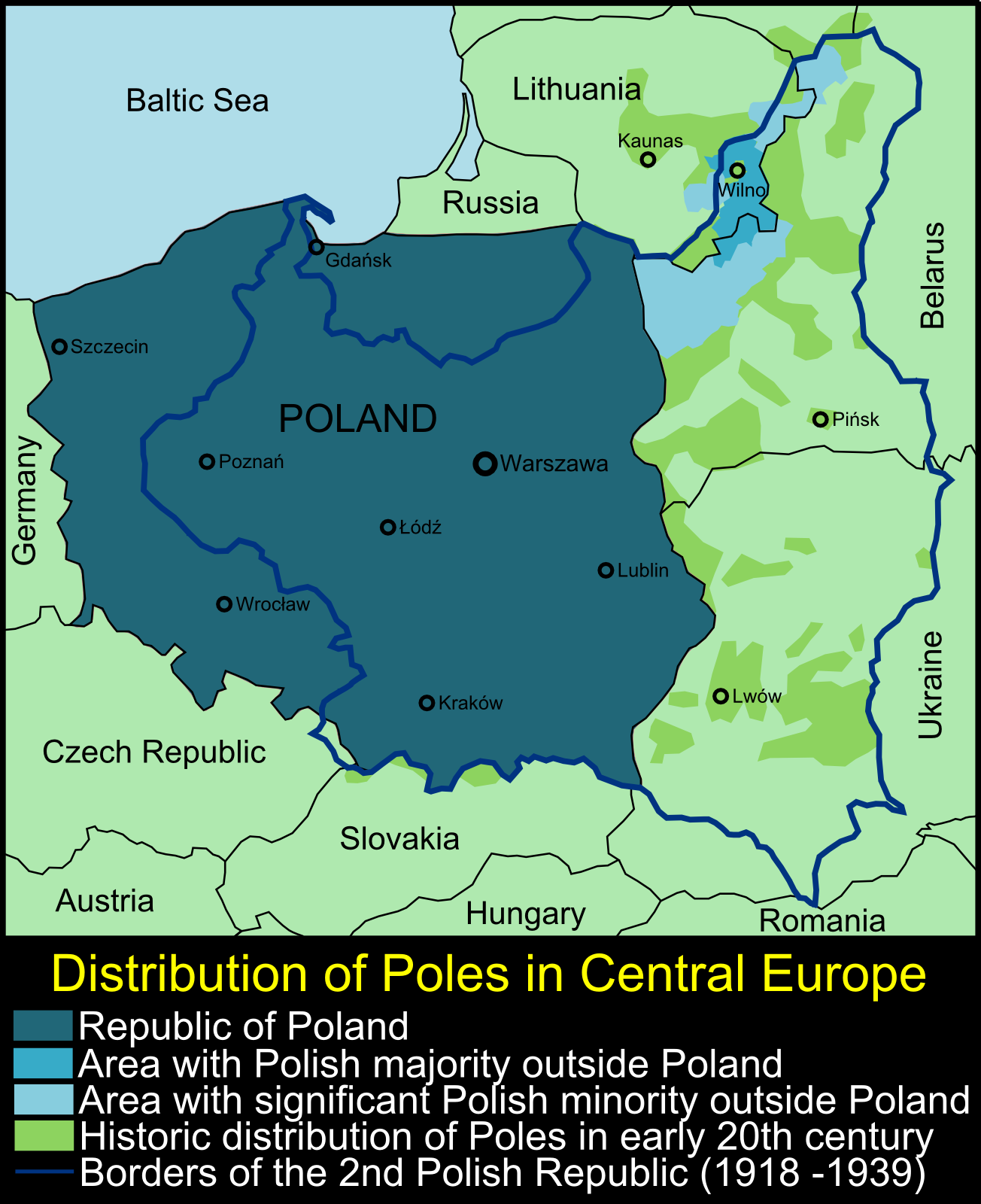
La minorité polonaise en Union Soviétique (bleu).

L'idée a émergé au début des années 1990, à la suite de l'acte de rétablissement de l'État de Lituanie du 11 mars 1990, dans lequel la RSS de Lituanie a déclaré son indépendance de l'Union soviétique. Les militants de la minorité polonaise en Lituanie, craignant leur marginalisation et leur lituanisation, ont proposé la création de régions autonomes polonaises, qui seraient éventuellement unies au sein d'une république soviétique autonome. Les frontières exactes de la région n'ont pas été déterminées ; cependant, il a été proposé qu'elles incluraient la zone où résidait la majorité de la population polonaise de la région de Vilnius (avec ou sans la ville de Vilnius) en RSS de Lituanie, et la zone autour de la ville de Grodno, en RSS de Biélorussie,,.
L'idée a été soutenue par le Parti polonais des droits de l'homme basé à Vilnius, avec Jan Ciechanowicz à sa tête. Ciechanowicz a soumis l'idée à Mikhaïl Gorbatchev — les résultats de cette conversation restent inconnus ; cependant, Gorbatchev avait intérêt à affaiblir le gouvernement de la Lituanie et a transmis l'idée à Wojciech Jaruzelski, président de la Pologne, qui soutenait également la proposition,,.
Ni les principaux partis politiques ni les organisations polonaises n'avaient publiquement soutenu l'idée. La proposition a été contestée par Solidarité et d'autres médias polonais internationaux. Les développements ultérieurs en Lituanie, qui ont conduit à sa pleine indépendance en 1991, ont finalement mis fin à toute conversation sur la proposition d'établissement d'une RSS de Pologne orientale,,.
Parallèlement à l'idée de la RSS de Pologne orientale, existait également la région territoriale nationale polonaise autoproclamée, qui a fonctionné comme une région polonaise autonome en Lituanie de 1990 à 1991.